# عزت عبد الرحيم قرني
عزت عبد الرحيم القرني أستاذ فلسفة مصري، متخصص في الفلسفة اليونانية، وصاحب مشروع فلسفي مستقل. ولد في الجيزة بمصر في 15 يناير 1940. تخرج في كلية الآداب جامعة القاهرة عام 1960. حصل على الدكتوراه من جامعة السوربون (باريس - فرنسا) عام 1972 عن أطروحة بعنوان الدوكسا في نظرية المعرفة الأفلاطونية. وهو حاصل على جائزة الدولة التشجيعية في الفلسفة عام 1975، وعلى وسام العلوم والفنون من الطبقة الأولى عام 1976، وهو عضو في الجمعية الفلسفية المصرية والجمعية التاريخية المصرية وجمعية محبي الفنون الجميلة بالقاهرة. عُيِّن في جامعة الكويت عام 1987. توفي في حادث طرق عام 2019.

## مساهمته الفلسفية
أسهم قرني فلسفيا على مستويين: على مستوى الترجمة، وعلى مستوى الإنشاء الفلسفي المستقل.
فأما بخصوص الترجمة فقد كان له الفضل في أن ينقل إلى العربية - عن اليونانية القديمة- عددا من محاورات الفيلسوف اليوناني أفلاطون. اتسمت ترجمته بسلاسة التعبير مع الإبقاء -بقدر الإمكان- على المغازي الفلسفية وغير الفلسفية للنص الأفلاطوني. علاوة على ذلك، كتب قرني لكل محاورة مقدمة تمهد للقارئ الطريق بأن تضعه في السياق التاريخي للنص، وبأن تقترح عليه هيكلا أوليا للتطور العضوي للأفكار. أضاف عزت قرني إلى النص المترجم هوامش حوت ملاحظات أو إيضاحات أو إحالات نصية، الأمر الذي زاد النصوص ثراء ووضوحا.
بخصوص الإنشاء الفلسفي، فإن عزت قرني شرع، فعلا، بإنشاء، أو «تأسيس»، «فلسفة جديدة» - وهذا جزء من عنوان مشروعه الفلسفي.

## أعماله
أولا ترجمة
1- بعض محاورات أفلاطون (عن اليونانية القديمة):
- فيدون، أو خلود النفس
- محاورة بروتاغوراس، في السفسطائيين والتربية
- الدفاع
- محاورة أوطيفرون، أو في التقوى
- محاورة أقريطون، أو في الواجب
- محاورة مينون، أو في الفضيلة
- محاورة السيفطائي، أو في الوجود
- محاورة ثياتيتوس، أو في العلم

2- أخرى
- أرسطو، تأيف الفريد تايلور
- الفلسفة المعاصرة في أوروبا، تأليف إ.م.بوشنسكي[2]

ثانيا التأليف:
- الفلسفة اليونانية حتى أفلاطون؛
- الفكر الجديد في أزمة الفكر العربي المعاصر؛
- العدالة والحرية في فجر النهضة العربية سلسلة عالم المعرفة، دولة الكويت، 1980.[3]
- مستقبل الفلسفة في مصر؛
- في الفكر المصري الحديث؛
- فعل الإبداع الفني مع نجيب محفوظ؛
- تأسيس الحرية
- طبيعة الحرية؛
- الذات ونطرية الفعل
- فكرة الخير ونظرية الشر؛